# Ditt namn, o Jesus, upphöjt är
Ditt namn, o Jesus, upphöjt är en psalm med en engelsk originaltext från 1749 av Charles Wesley. Översättaren till svenska är okänd.
Psalmen sjungs till samma melodi som Jag tackar dig, min högste Gud, nr 198 i 1819 års psalmbok.

## Publicerad i
- Nya Pilgrimssånger 1892, som nr 49 med inledningen "Ditt namn, i Jesu, ljufligt är" under rubriken "Kristi lidande".
- Metodistkyrkans psalmbok 1896, 1896, som nr 117 under rubriken "Kristi person och lif".
- Frälsningsarméns sångbok 1968 som nr 270 under rubriken "Jubel och tacksägelse".
- Frälsningsarméns sångbok 1990 som nr 480 under rubriken "Lovsång, tillbedjan och tacksägelse".